# Psicología diferencial
La psicología diferencial (también conocida como psicología analista) es la disciplina que se ocupa del estudio de las diferencias individuales. En esta disciplina se estudian las diferencias que existen entre los individuos en los ámbitos de la inteligencia y la personalidad. El creador de la expresión fue el psicólogo William Stern. En su obra "Über Psychologie der individuellen Differenzen (Ideen zu einer 'differentiellen Psychologie')" (Sobre la Psicología de las Diferencias Individuales: Hacia una "Psicología Diferencial"), publicada en 1900, Stern estableció las bases de esta rama de la psicología. Stern señala la importancia de analizar perfiles individuales, en lugar de depender de la media de los resultados en pruebas diferentes. Para él, la inteligencia de una persona no puede reducirse a un valor único global, ya que con este proceder se podrían pasar por alto, importantes aspectos de las capacidades intelectuales del individuo. Su objeto de estudio es la descripción, predicción y explicación de la variabilidad interindividual, intergrupal e intraindividual en áreas psicológicas relevantes, con respecto a su origen, manifestación y funcionamiento.
A menudo contrapuesta a la psicología general, que se ocupa precisamente del estudio de lo que tenemos los seres humanos en común, se delimita como una de las grandes disciplinas dentro de la psicología.
La psicología general usa el método experimental (de ahí que también se la conozca como psicología experimental), basándose en el paradigma E-R (estímulo-respuesta) o E-O-R (Estímulo-Organismo-Respuesta), mientras que la psicología diferencial usa principalmente el método correlacional, y se basa en el paradigma O-E-R (Organismo-Estímulo-Respuesta) propuesto por Thurstone en 1923.

## Historia

### Antecedentes
En la Antigua Grecia pensadores como Teofrasto y Plinio el Viejo ya se preguntaban acerca de la variabilidad del comportamiento y de las características físicas que tienen las personas, que manifestaban distintos individuos que pertenecían a una misma especie. La explicación científica encontró sus raíces en la Teoría evolutiva de Darwin, especialmente en el fundamento de la Selección natural y la concepción emanada de la teoría que coloca al Ser humano en un continuo que lo hace susceptible de ser estudiado por los conceptos de esta teoría.
De la Teoría evolutiva de Darwin se desprende para la psicología que "los individuos humanos presentan una enorme diversidad y variación en sus comportamientos y facultades, que esta variabilidad es hereditaria y que tiene un sentido adaptativo".
La disciplina nació al tiempo que la otra gran rama de la psicología, la psicología experimental, impulsada por dos grandes pensadores: Darwin y Galton.
Se considera a Francis Galton como padre de la psicología diferencial, al ser el primero en prestar atención a las diferencias individuales partiendo del papel que representaban en la adaptación (concepto que tomó de su primo, Charles Darwin).
Tras Galton, James Cattell impulsó la psicología diferencial con la aplicación a su estudio de los tests mentales (inventados por Alfred Binet).
Otros autores importantes para la disciplina han sido: Charles Spearman, R.B. Cattell o Hans Eysenk, así como los cultores de la caracterología.